# Aedia nigrescens
Aedia nigrescens is een vlinder uit de familie van de uilen (Noctuidae), uit de onderfamilie van de Aediinae. De wetenschappelijke naam van deze soort is voor het eerst voorgesteld door Hans Daniel Johan Wallengren in een publicatie uit 1856. 

## Verspreiding
De soort komt voor in een groot deel van het Afrotropisch gebied waaronder Kaapverdië, Mauritanië, Senegal, Gambia, Burkina Faso, Niger, Togo, Nigeria, Jemen, Ethiopië, Somalië, Gabon, Congo-Kinshasa, Kenia, Tanzania, Angola, Zambia, Mozambique, Namibië, Botswana, Zimbabwe, Zuid-Afrika en Madagaskar.

## Waardplant
De rups leeft op zoete aardappel (Ipomoea batatas).

## Ondersoorten
- Aedia nigrescens arabica Hacker, 2016 (Jemen)
- Aedia nigrescens brunneiventris (Berio, 1956) (Madagaskar)
  - = Melanephia nigrescens brunneiventris Berio, 1956
- Aedia nigrescens nigrescens (Wallengren, 1856)
  - = Aedia nigrescens berhanoui (Laporte, 1984)
    - = Matopo berhanoui Laporte, 1984

  - = Aedia nigrescens inquieta (Walker, 1857)
    - = Agrotis inquieta Walker, 1857

  - = Aedia nigrescens sofala Felder R. & Rogenhofer, 1875
    - = Aedia sofala Felder R. & Rogenhofer, 1875

  - = Aedia nigrescens teretipalpa (Wallengren, 1860)
    - = Hadena teretipalpa Wallengren, 1860

  - = Aedia nigrescens trista (Snellen, 1872)
    - = Acontia trista Snellen, 1872